# Dante Exum
Dante Exum (Melbourne, 1995. július 13. –) ausztrál kosárlabdázó, aki jelenleg a Dallas Mavericks játékosa. A 2014-es NBA-draft egyik legjobban várt játékosa volt.

## Junior karrier
Exum a 2013-2014-es szezonban az Australian Institute of Sport kosárcsapatát erősítette. 2013 áprilisában részt beválogatták a Nike Hoop Summit World Select Team-be ahol 16 pontot 3 lepattanót és 2 asszisztot szerzett az USA Junior Select Team ellen 112-98-ra megnyert mérkőzésen. 2013 októberében érettségizett a Lake Ginninderra-n és lehetőséget kapott arra, hogy amerikai egyetemen folytathassa karrierjét amit végül nem fogadott el. 2014. január 28-án leszerződött a Landmark Sports amerikai sportügynökséghez és ezek után Amerikában folytatta felkészülését a draftra.

## NBA karrier

### Utah Jazz (2014–2019)
2014. június 26-án Exum az első kör ötödik választásával a Utah Jazz együtteséhez került ahol a 11-es mezszámot választotta magának. 2014. július 11-én írta alá szerződését és csatlakozott a Utah Jazz nyári ligás csapatához.

## Nemzetközi szereplés
Exum tagja volt a korosztályos ausztrál válogatottnak a 2012-es FIBA U17-es világbajnokságon és a 2013-as FIBA U19 világbajnokságon, ahol csapata vezére volt. 2013-ban 18,2 pontot és 3,8 asszisztot átlagolt a tornán és a világbajnokság legjobb ötösébe is bekerült.

## Magánélet
Exum ikertestvérével Tierra-val született Melbourne-ben amerikai szülők gyermekeként. Apja Cecil az amerikai Észak-Karolina Egyetemen (University of North Carolina) kosárlabdázott Michael Jordan és James Worthy csapattársaként és nyert bajnokságot 1982-ben. Cecil-t 1984-ben a Denver Nuggets draftolta majd Ausztráliában játszott a North Melbourne Giants, Melbourne Tigers és Geelong Supercats csapatoknál.

## Statisztika

### Euroliga
| Év      | Csapat    | JM | KM | JP/M | MG%  | 3P%  | BD%  | LP/M | GP/M | L/M | B/M | P/M  |
| ------- | --------- | -- | -- | ---- | ---- | ---- | ---- | ---- | ---- | --- | --- | ---- |
| 2021–22 | Barcelona | 25 | 10 | 17.0 | .515 | .545 | .849 | 2.5  | 1.6  | .5  | .3  | 6.3  |
| 2022–23 | Partizan  | 38 | 7  | 23.0 | .520 | .393 | .858 | 2.3  | 2.7  | .8  | .2  | 13.2 |
| Karrier | Karrier   | 63 | 17 | 20.6 | .519 | .419 | .856 | 2.4  | 2.3  | .7  | .2  | 10.4 |

### NBA

#### Alapszakasz
| Év      | Csapat              | JM  | KM  | JP/M | MG%  | 3P%  | BD%   | LP/M | GP/M | L/M | B/M | P/M |
| ------- | ------------------- | --- | --- | ---- | ---- | ---- | ----- | ---- | ---- | --- | --- | --- |
| 2014–15 | Utah Jazz           | 82  | 41  | 22.2 | .349 | .314 | .625  | 1.6  | 2.4  | .5  | .2  | 4.8 |
| 2016–17 | Utah Jazz           | 66  | 26  | 18.6 | .427 | .295 | .795  | 2.0  | 1.7  | .3  | .2  | 6.2 |
| 2017–18 | Utah Jazz           | 14  | 0   | 16.8 | .483 | .278 | .806  | 1.9  | 3.1  | .6  | .2  | 8.1 |
| 2018–19 | Utah Jazz           | 42  | 1   | 15.8 | .419 | .290 | .791  | 1.6  | 2.6  | .3  | .1  | 6.9 |
| 2019–20 | Utah Jazz           | 11  | 0   | 7.6  | .435 | .333 | 1.000 | 1.1  | .6   | .1  | .2  | 2.2 |
| 2019–20 | Cleveland Cavaliers | 24  | 1   | 16.8 | .479 | .351 | .732  | 2.3  | 1.4  | .5  | .3  | 5.6 |
| 2020–21 | Cleveland Cavaliers | 6   | 3   | 19.4 | .385 | .182 | .500  | 2.8  | 2.2  | .7  | .3  | 5.6 |
| 2023–24 | Dallas Mavericks    | 55  | 17  | 19.8 | .533 | .491 | .779  | 2.7  | 2.9  | .4  | .1  | 7.8 |
| 2024–25 | Dallas Mavericks    | 18  | 12  | 19.1 | .480 | .447 | .742  | 1.7  | 2.8  | .7  | .2  | 9.1 |
| Karrier | Karrier             | 318 | 101 | 18.8 | .435 | .343 | .765  | 1.9  | 2.3  | .4  | .2  | 6.2 |

#### Rájátszás
| Év      | Csapat           | JM | KM | JP/M | MG%  | 3P%  | BD%   | LP/M | GP/M | L/M | B/M | P/M |
| ------- | ---------------- | -- | -- | ---- | ---- | ---- | ----- | ---- | ---- | --- | --- | --- |
| 2017    | Utah Jazz        | 7  | 0  | 12.0 | .407 | .333 | 1.000 | .9   | 1.3  | .7  | .0  | 4.6 |
| 2018    | Utah Jazz        | 10 | 0  | 11.4 | .488 | .286 | .750  | 1.4  | 1.0  | .1  | .1  | 5.1 |
| 2024    | Dallas Mavericks | 21 | 0  | 6.8  | .364 | .350 | .667  | .8   | .6   | .1  | .0  | 2.0 |
| Karrier | Karrier          | 38 | 0  | 9.0  | .420 | .333 | .792  | 1.0  | .8   | .2  | .1  | 3.3 |